# Briteiros São Salvador e Briteiros Santa Leocádia
Briteiros São Salvador e Briteiros Santa Leocádia (llamada oficialmente União das Freguesias de Briteiros São Salvador e Briteiros Santa Leocádia) es una freguesia portuguesa del municipio de Guimarães, distrito de Braga.

## Historia
Fue creada el 28 de enero de 2013 en aplicación de una resolución de la Asamblea de la República de Portugal promulgada el 16 de enero de 2013 con la unión de las freguesias de Salvador de Briteiros y Santa Leocádia de Briteiros, pasando su sede a estar situada en la antigua freguesia de Salvador de Briteiros.

## Demografía
| Gráfica de evolución demográfica de Briteiros São Salvador e Briteiros Santa Leocádia entre 2011 y 2021 |
| |
| Datos según el nomenclátor publicado por el INE portugués.                                              |